# Komuna e Gjinajt
Komuna e Gjinajt är en kommun i Albanien.   Den ligger i prefekturen Qarku i Kukësit, i den norra delen av landet, 100 km nordost om huvudstaden Tirana. Komuna e Gjinajt ligger vid sjön Liqeni i Fierzës.
Trakten runt Komuna e Gjinajt består till största delen av jordbruksmark.  Runt Komuna e Gjinajt är det ganska tätbefolkat, med 58 invånare per kvadratkilometer.